# Johannes Nieuwenhuis
Johannes Nieuwenhuis (auch Nieuwenhuijs oder Nieuwenhuys; getauft 5. November 1739 in Amsterdam; † 14. Januar 1810 ebenda) war der vierte altkatholische Bischof von Haarlem.

## Leben
Johannes Nieuwenhuis wuchs in Amsterdam auf. Er wurde am 27. März 1766 zum Priester geweiht und wirkte bis 1768 als Kaplan, danach bis zu seiner Wahl zum Bischof am 29. Juli 1801 als Pfarrer an der Kirche St. Petrus und Paulus in Amsterdam.
Am 28. Oktober 1801 wurde er durch Johannes Jacobus van Rhijn, Erzbischof von Utrecht, zum Bischof geweiht. Wie immer anlässlich einer solchen Bischofsweihe, exkommunizierte Papst Pius VII. mit Breve vom 1. Oktober 1802 alle Beteiligten und erklärte die Weihe für illicite (unerlaubt). Am 27. Juni 1808 hielt Nieuwenhuis die Abschiedspredigt für den verstorbenen Erzbischof Johannes Jacobus van Rhijn.